# Cylindermagnolia
Cylindermagnolia (Magnolia cylindrica) är en art i familjen magnoliaväxter och förekommer naturligt i östra Kina. Arten odlas ibland som trädgårdsväxt i södra Sverige.
Cylindermagnolia är utformad som ett träd som blir 10 meter högt. Blommorna liknar tulpaner i utseende och de har beroende på odling en vit till rosa färg. Under hösten utvecklas röda frukter i formen av en kotte.
Arten förekommer med flera från varandra skilda populationer i provinserna Jiangxi, Fujian, Anhui och Zhejiang. Den växer i kulliga områden och i bergstrakter mellan 700 och 1700 meter över havet. Trädet ingår i skogar eller buskskogar.
Beståndet hotas av trädfällningar. Dessutom plockas blommorna och används i den traditionella medicinen. IUCN listar arten som sårbar (VU).